# Мірза Фатх-уль-Мулк Багадур
Мірза Фатх-уль-Мульк Бахадур, також відомий як Мірза Фахру (1816 або 1818 - 10 липня 1856) — останній наслідний принц імперії Великих Моголів. Вступити на трон йому завадила експансія британців та смерть від холери. 

## Біографія
Мірза був старшим сином останнього могольського імператора Індії Бахадура Шаха Зафара та його дружини Рахім Бухш Бай Бегум.

## Особисте життя
Був двічі одружений. Його дружини Раффат Султан Бегум і Вазир Ханум. У нього було двоє синів і одного пасинок. Законними синами були Мірза Абу Бахт і Мірза Фахрунда Джамаль. Його пасинком був видатний індійський поет Дааг Дехлеві. Мірзу Фатх-уль-Мулка Багадура оголошено наслідним принцом у 1853 році, але він помер від холери через три роки у 1856 році.